# Ekholmsnäs

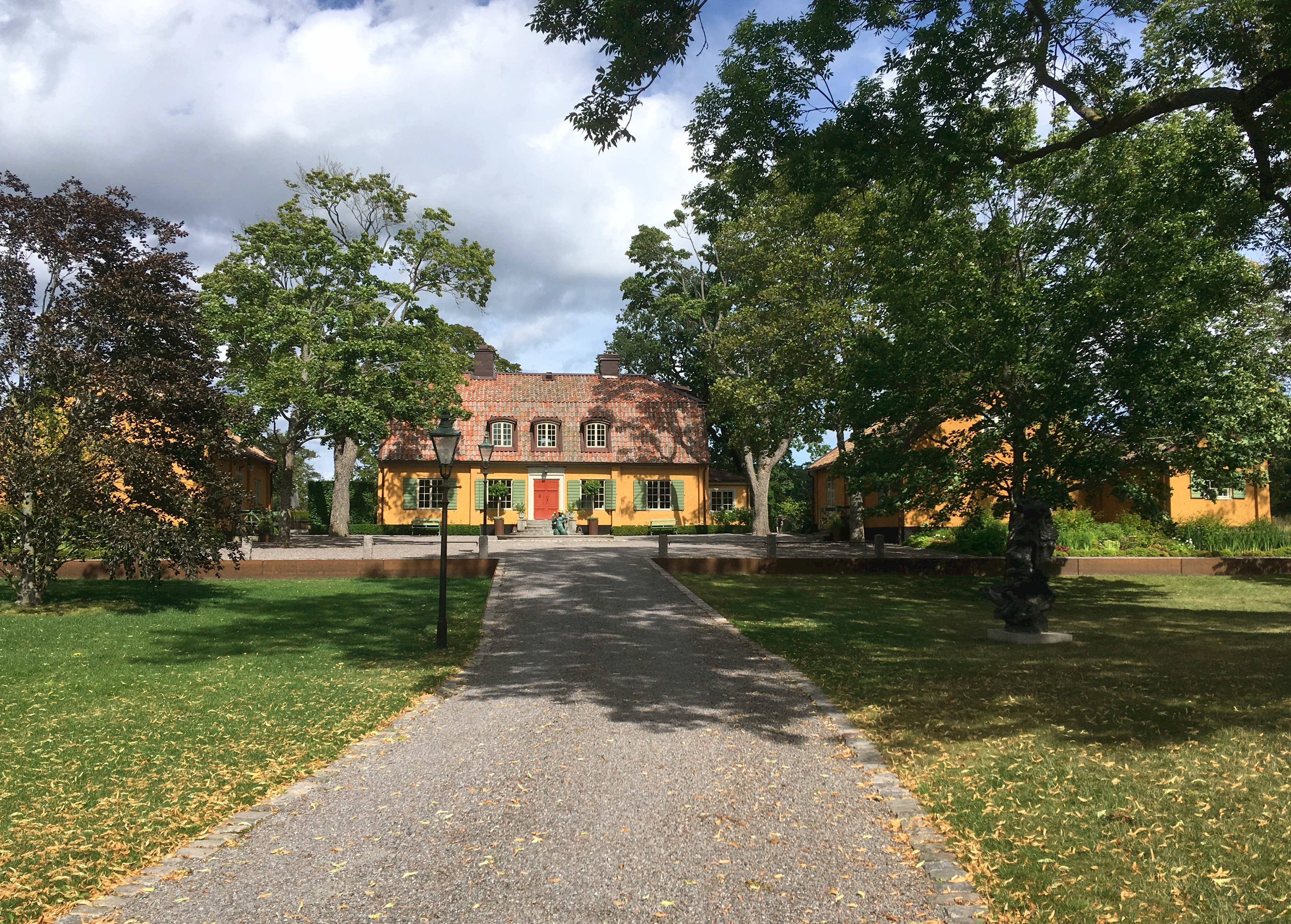
Ekholmsnäs gård med flyglar i augusti 2019.

Ekholmsnäs är en herrgård och ett naturområde mitt på Lidingö. Ekholmsnäs räknas även till Lidingös kommundelar.  Området gränser mot Kyrkviken med bergsryggen Ekholmsnäs och Ekholmsnäs gård som centrala delar. Berget har en högsta höjd på 70 meter över havsnivå och utgör Lidingös högsta punkt. Ett tiotal meter av höjden utgörs av schaktmassor som lagts på under många år inom ett mindre område på toppen för att förlänga den skidbacke som är anlagd på bergets norra sida mot Kyrkviken. Området består till största del av skog, till en stor del gammal ekskog, med ängar och hagar nedanför berget som i söder och öster ansluter till Långängen-Elfviks naturreservat med gränslinjen utefter Ekholmsnäsvägen. På promenadavstånd från Ekholmsnäsområdet ligger i sydost värdshuset Långängens gård och i väster Koltorps gärde som utgör startområdet för det internationella terrängloppet, Lidingöloppet. Österut, söder om Ekholmsnäsvägen inom naturreservatet ligger Ekholmsnässjön, en tidigare havsvik som är förbunden med Hustegafjärden via ett smalt sund.

## Namnet
Namnet Ekholmsnäs härrör från tidigt 1400-tal då landpartiet strax öster om nuvarande Ekholmsnäs gård utgjordes av en holme i Hustegafjärden, kallad Ekholmen som på grund av landhöjningen fram mot 1700-talet förenades med intilliggande mark liksom den låglänta marken mellan Ekholmsnäs gård och Ekholmsnäs skidbacke som då kallades Ekholmsängen. Området norr och öster om berget kom att kallas Ekholmsnäs.

## Ekholmsnäs gård

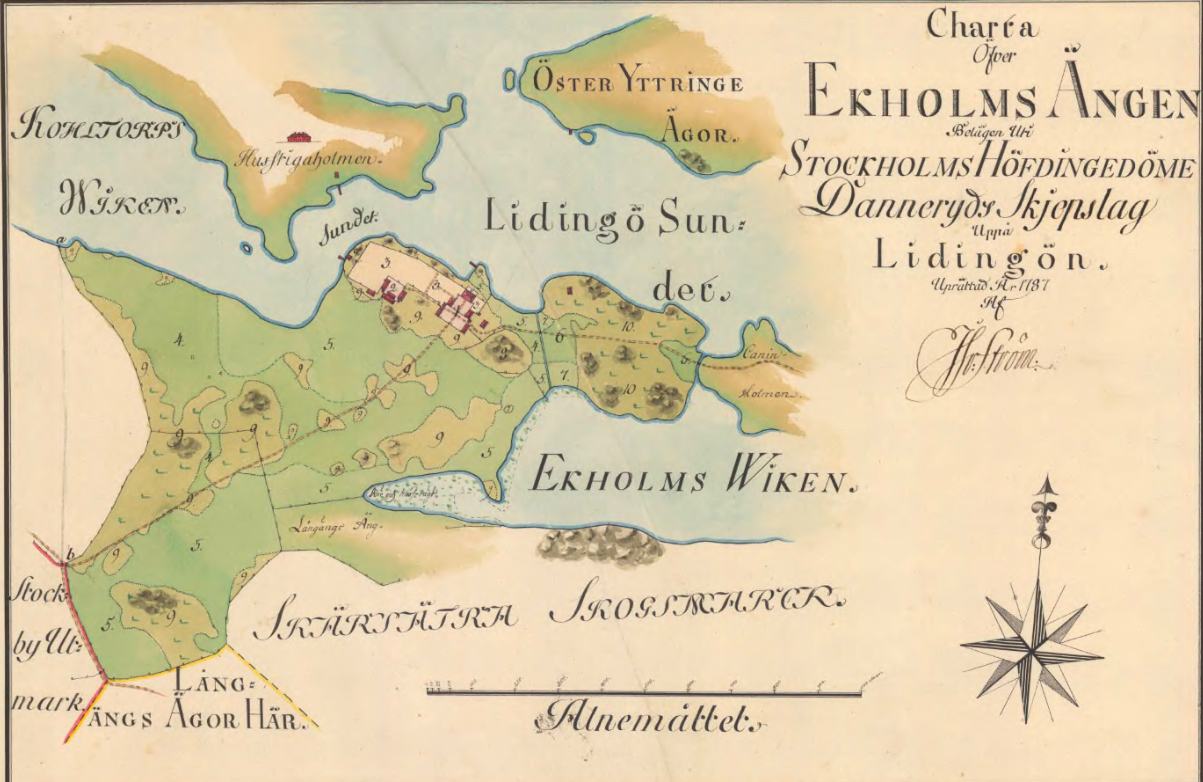
Ekholmsnäs 1787 när notarien Johan Norlin förvärvat marken och uppfört Ekholmsnäs gård.

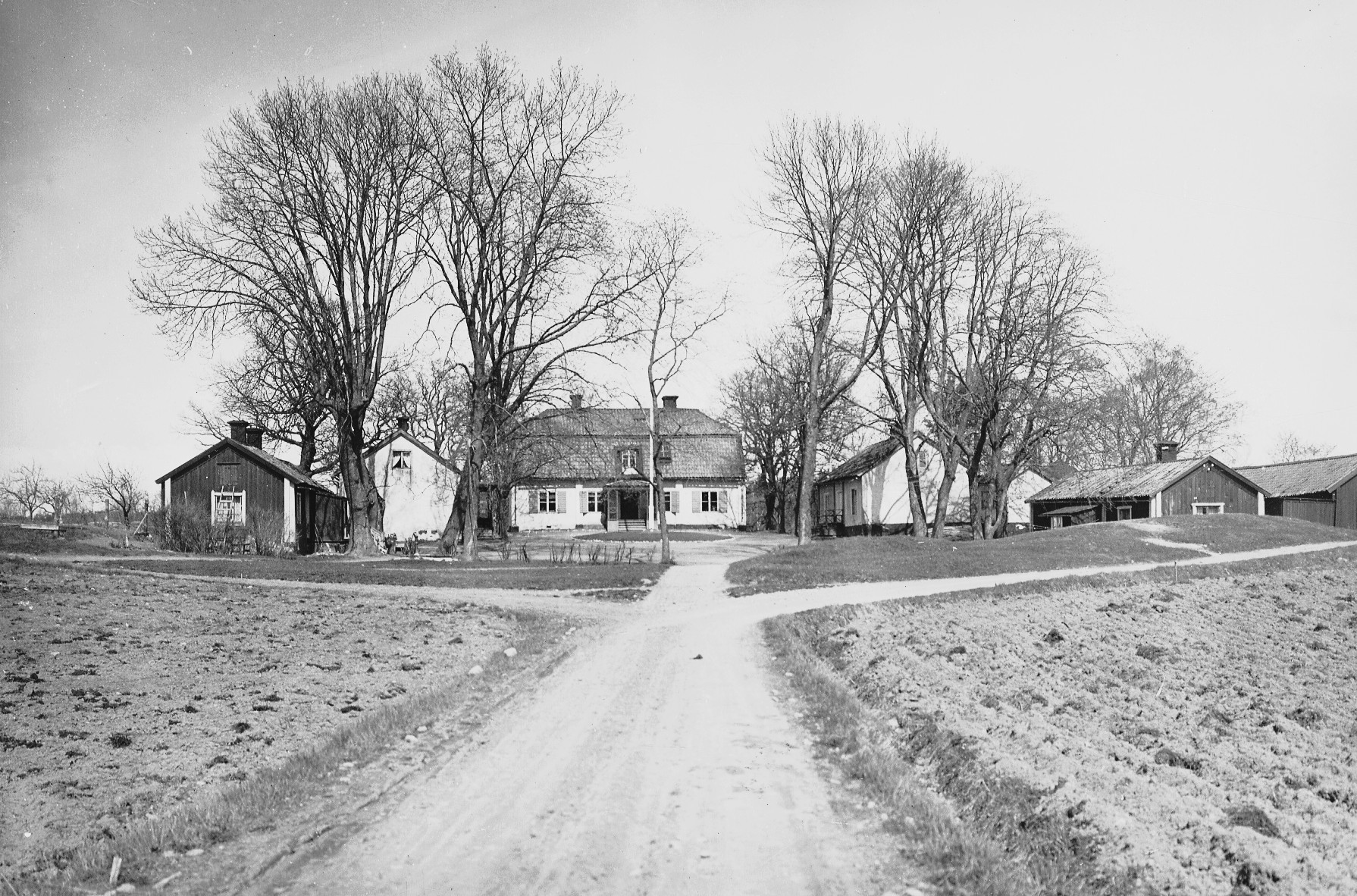
Gården från sydväst innan det yttre flygelparet revs, 1926.

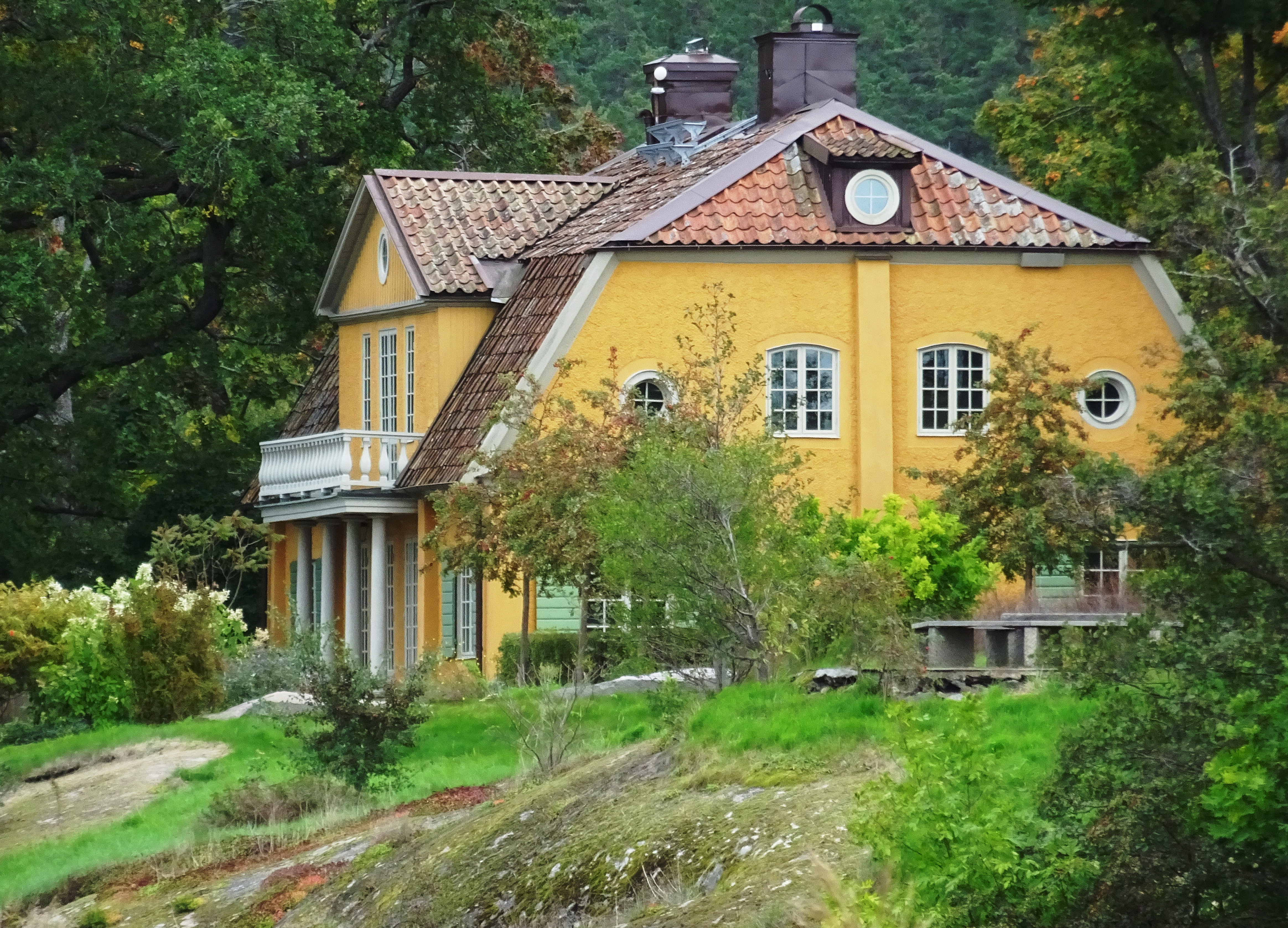
Huvudbyggnaden från norr med den berömda altanen som visas på målningen Nordisk sommarkväll.

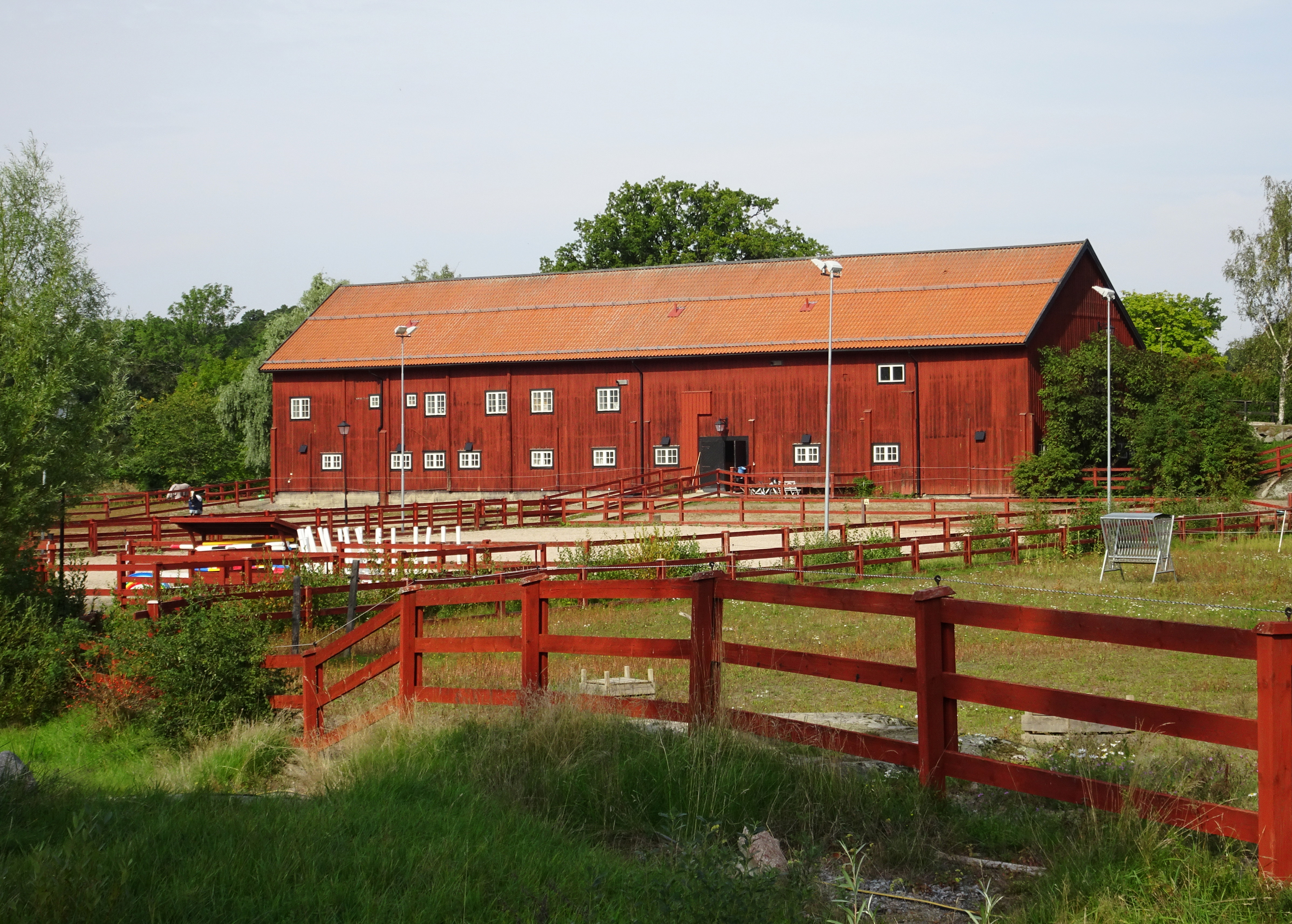
Ekholmsnäs ridstall, september 2021.

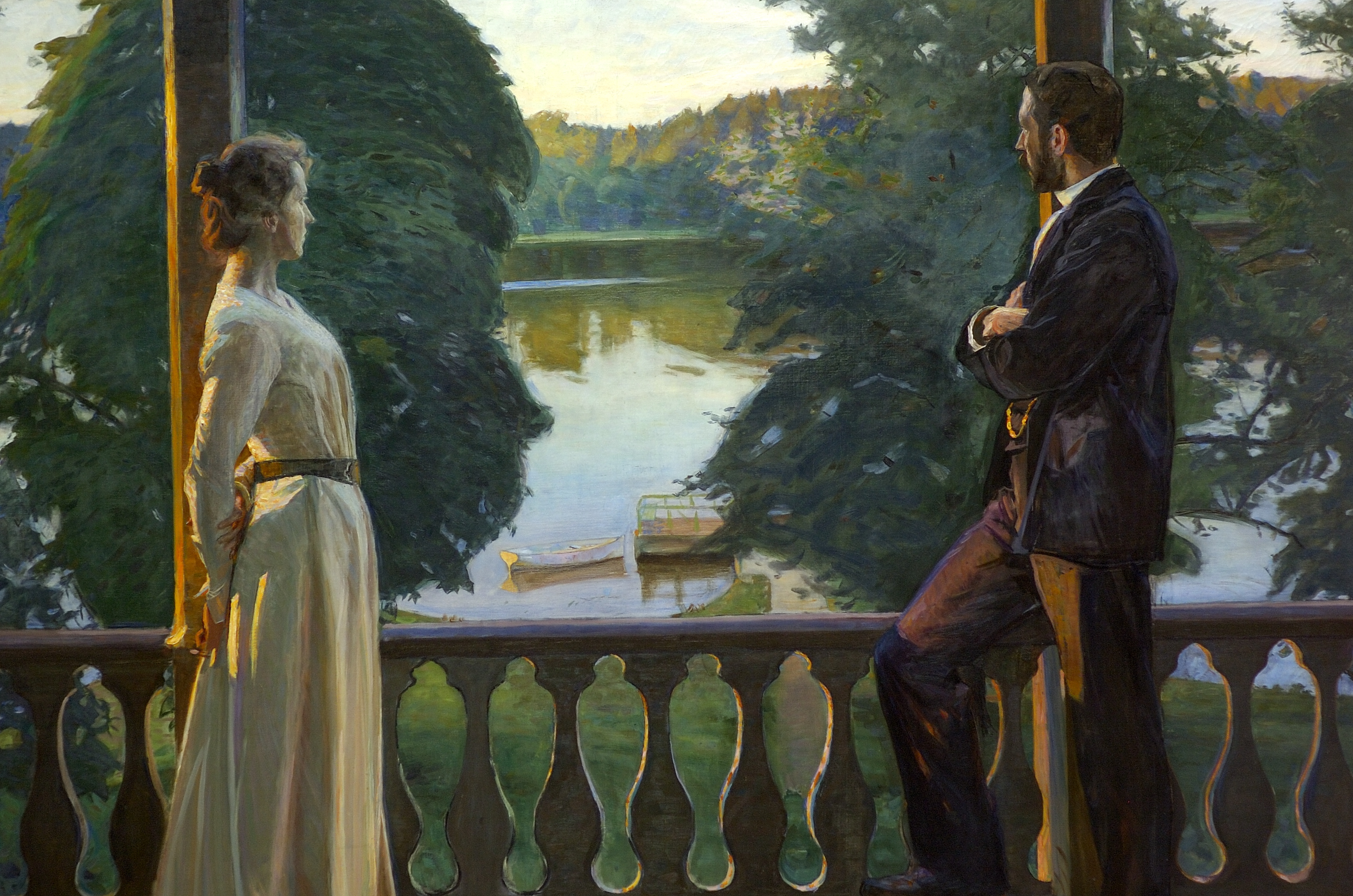
Nordisk sommarkväll vid Ekholmsnäs gård målad av Richard Berg 1899-1900.

Ekholmsnäs gård, vid det smala sund som avdelar Kyrkviken från Hustegafjärden mittemot Hustegaholm, tillhör Lidingös äldsta gårdar. Den förste ägaren vid utförsäljningen av Lidingös hemman i samband med den stora skogsdelningen 1774 initierad av Johan Gabriel Banér d.y. på Djursholms slott, var notarien i justitiekollegiet Johan Ulrik Norlin (1733–1797), gift med Apollonia Westbeck (1740–1797) som köpte egendomen 1775 och lät uppföra nuvarande huvudbyggnaden med flyglar 1776–1778. 
Norlin köpte samtidigt även Gåshaga gård och Killinge gård (Katrinelund) och drev således tre separata gårdar. 1785 planterade Norlin Ekholmsnäsvägens allé med över 500 ekar, varav många finns kvar än idag, där de äldsta borde ha en ålder av cirka 220 år. Vid ett möte hösten 1792 sammankallat av landshövdingen för Stockholms län, för att diskutera åtgärder för att förbättra avkastningen i lantbruket inom länet, deltog Norlin som representant för en del av länet. Han berättade då ingående om sina erfarenheter från sina tre gårdar på Lidingö, som han och hustrun Apollonia hade lagt ner mycket arbete på och framförde vid mötet bland annat att han hade planterat 350 fruktträd, men haft problem med mullvadar och kaniner som hade förstört halva beståndet av träd.

### Bebyggelsen
Corps de logi uppfördes i 1½ våningar under ett högt valmat och brutet tegeltäckt sadeltak. Vinden är inredd. Mot norr och Hustegafjärden märks en hög fronton med framför liggande altan som bärs upp av fyra kolonner. Altanens räcke är utformat som en balustrad. Huvudbyggnaden och de flankerande flyglarna är timrade och reveterade samt avfärgade i gul kulör. Ursprungligen fanns ytterligare två flygelbyggnader de revs 1932. Strax söder om huvudbyggnaden märks en liten rödmålad paviljong med pyramidtak och en lanternin för vällingklockan. Huvudbyggnaden renoverades och moderniserades 1932 varvid samtliga kakelugnar togs bort. De ursprungliga snickerierna fick dock vara kvar.

### Tiden efter Norlin
År 1794 sålde Norlin Ekholmsnäs gård till den tyske grosshandlaren Peter Hinrik Schön (1765–1821) , som hade gått i konkurs en kort tid före att han gifte sig med Giovanna Bassi (1762-1834), en firad dansös på Stockholmsoperan. Schön kom att förvärva även Gåshaga gård 1794 som hade sålts samma år till Anders Ekström, men innehade Gåshaga endast ett år. Peter Hinrik Schön blev ovän med häradshövdingen Anders Nordell (1750–1829) på Östra Yttringe gård på andra sidan av Kyrkviken, som ofta var i konflikt med sin omgivning och vid upprepade tillfällen anklagade Schön för att missköta jordbruket och "efter åtskilliga äventyr i huvudstaden gifter sig till pengar och blott några år vistats på landet". Schön hade också författat ett antal skrifter i jordbruksfrågor som Nordell avfärdat som odugliga och att Schön egentligen borde "avvisas på ren svenska med tillsägelse att veta hut". Schön blev medlem i Par Bricole 1796 och ansågs allmänt vara en glad och bekymmerslös person. Schön skev i någon skrift;
| ” | "Munterhet kan alltför väl i sällskap förenas med moget förstånd, och fast herr Nordell i muntert lag, hellre sätter sig i en vrå att grubbla på nya anläggningar, så sjunger jag dock: Ständig munterhet försaka, det är endast dårars lott; livets nöjen måttligt smaka är den känslan mänskan fått". | „ |

Omkring sekelskiftet 1800 försattes Schön på nytt i konkurs. 1805 ansåg borgenärerna som endast fått tillbaka 10%, att Schön "borde ställas för påle i halsjärn och dömas till fästningsarbete". Vid en rättegång som följde företräddes borgenärerna av Hans Järta. Schön försökte i samband med detta få Järta bötfälld för försmädligt skrivsätt genom en inlaga till Kungl. Maj:t. Både Nordell och Järta hade dock enbart goda vitsord om Schöns fru Giovanna Bassi, där Järta beklagar "att hon gift sig med en man av Peter Hinrik Schöns frejd".
År 1799 sålde Schön Ekholmsnäs till lagmannen Gabriel Gustav Franc (1727–1806), gift med Maria Katarina Söderhjelm (1756–1806). Deras arvingar sålde gården 1807 till kofferdikapten Olof Nordstedt (1758–1818) som i sina yngre dagar seglat med örlogflottan i kriget mot Ryssland 1758–1790. Nordstedt testamenterade gården till sina ungdomsvänner kaptenerna Nordvall och Zetterberg. Nordstedt hade ett barn ihop med sin hushållerska Johanna Carlbom som dock inte tillskrevs gården. Ekholmsnäs såldes 1826 av Nordvall och Zetterberg till dåvarande ägaren av Hersby gård Karl Petter Lindbom (1787–1849). 1832 flyttade Johan August Zetterberg (1810–1878) och Maria Kristina Lindbom, enda barnet till Karl Petter Lindbom, som nygifta in på Ekholmsnäs gård. År 1852 efter att Marias far Karl Petter Lindbom avlidit flyttade paret Zetterberg in på Hersby gård. 

### Ekholmsnäs i konsten
Konstnären Richard Bergh bodde på Ekholmsnäs gård några somrar på slutet av 1890-talet. Hans berömda målning "Nordisk sommarkväll" från 1899-1900, som finns på Göteborgs konstmuseum, har hämtat motiv från Ekholmsnäs gård och visar två personer som står på huvudbyggnadens altan på husets norrsida och beundrar utsikten över Hustegafjärden mot Hustegaholm och Gråviken i den nordiska sommarkvällen. Prins Eugen och sångerskan Karin Pyk stod modeller för personerna på tavlan som dock målades in vid olika tillfällen.
Ekholmsnäs gård är idag en privat fastighet inbegripet ett häststall. Sven-Harrys konstmuseum i centrala Stockholm har återskapat delar av interiöra miljön från gården, där Sven-Harry Karlsson tidigare bodde.

## Ekholmsnäsbacken
Ekholmsnäsbacken (även kallat Ekholmsnäsberget) på den norra sidan av bergsryggen Ekholmsnäs, som började anläggas som skidbacke i mitten av 1960-talet, omfattar en komplett skidanläggning med snökanoner som tar vatten från Kyrkviken, kvällsbelysning, pistmaskin, skidlift, skidbod, skiduthyrning och värmestuga med enklare servering och är öppen alla dagar i veckan vintertid när det finns tillräckligt med snö. När lufttemperaturen varaktigt understiger −1 °C kan snökanonerna köras igång. Backen har genom den konstgjorda påbyggnaden i höjd ökat i längd med ett trettiotal meter och har tre nerfarter klassade som medelsvåra till lätta. Backen utnyttjas främst av allmänheten men också som träningsbacke för Lidingö slalomklubb ett par vardagarskvällar per vecka. Den västra delen av Ekholmsnäsbacken ligger i kommundelen Koltorp.

## Ekholmsnäs Golf Lidingö
Nedanför berget Ekholmsnäs norra sida har golfanläggningen, Ekholmsnäs Golf Lidingö, sitt klubbhus. Golfanläggningen består av en 9-håls golfbana som är anlagd runt om Ekholmsnäsberget, och ett övningsområde, en s.k. driving range nedanför skidbacken. Banan är av typen Executive Golf Course, vilket betyder en kortare bana som skall gå snabbt att spela men ändå erbjuda en komplett golfupplevelse. Anläggandet av golfanläggningen påbörjades 2003 och banan invigdes i sin helhet våren 2008. Golfbanan är ritad och byggd av Ekholmsnäs Golf Lidingös initiativtagare Johan Mihkelson Ringqvist. Golfklubben är Sveriges största med över 22 000 medlemmar (2017). Under 2017 påbörjades en utökning av anläggningen som sträcker sig västerut in i kommundelen Koltorp.

## Bilder

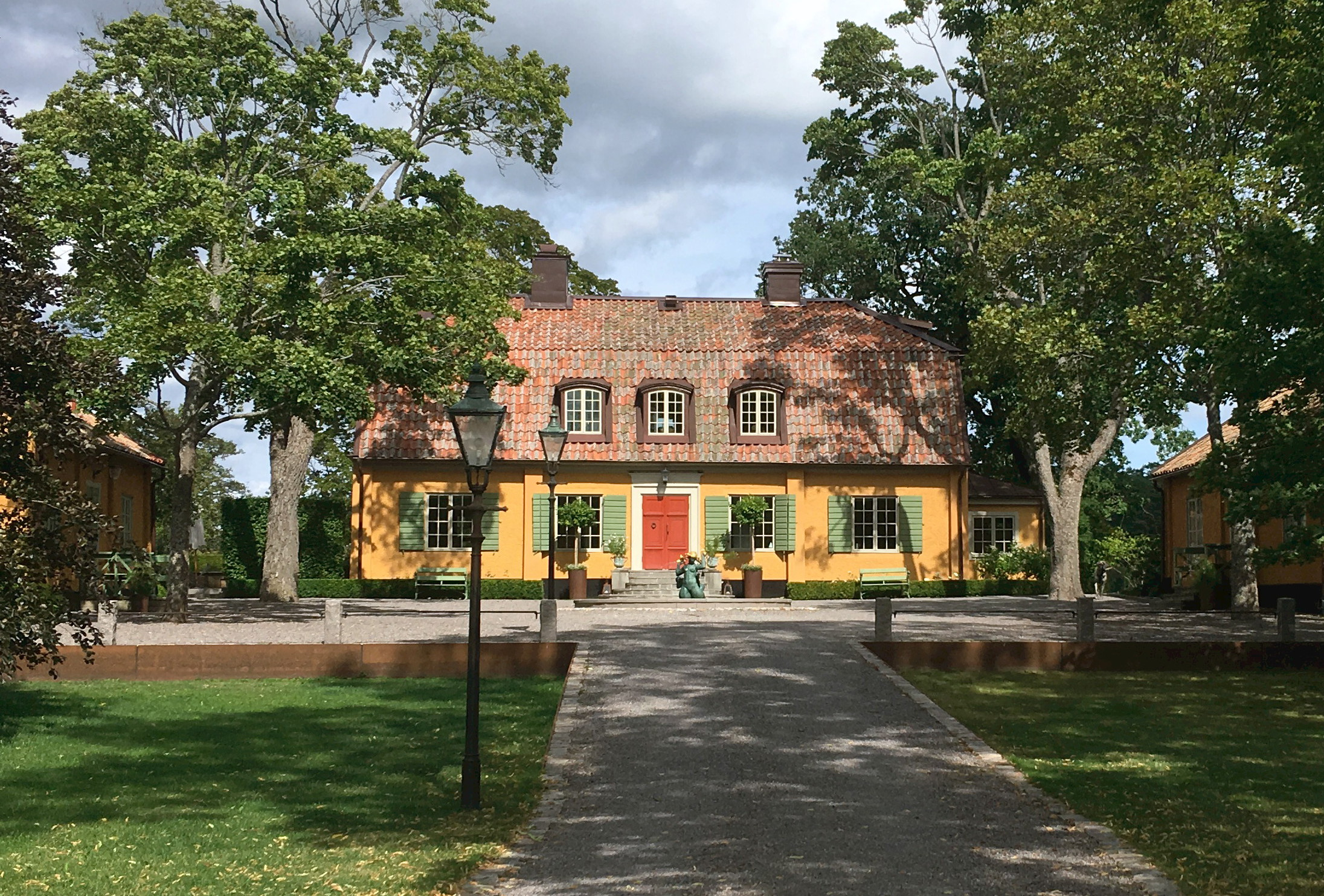
Ekholmsnäs gård, huvudbyggnad.
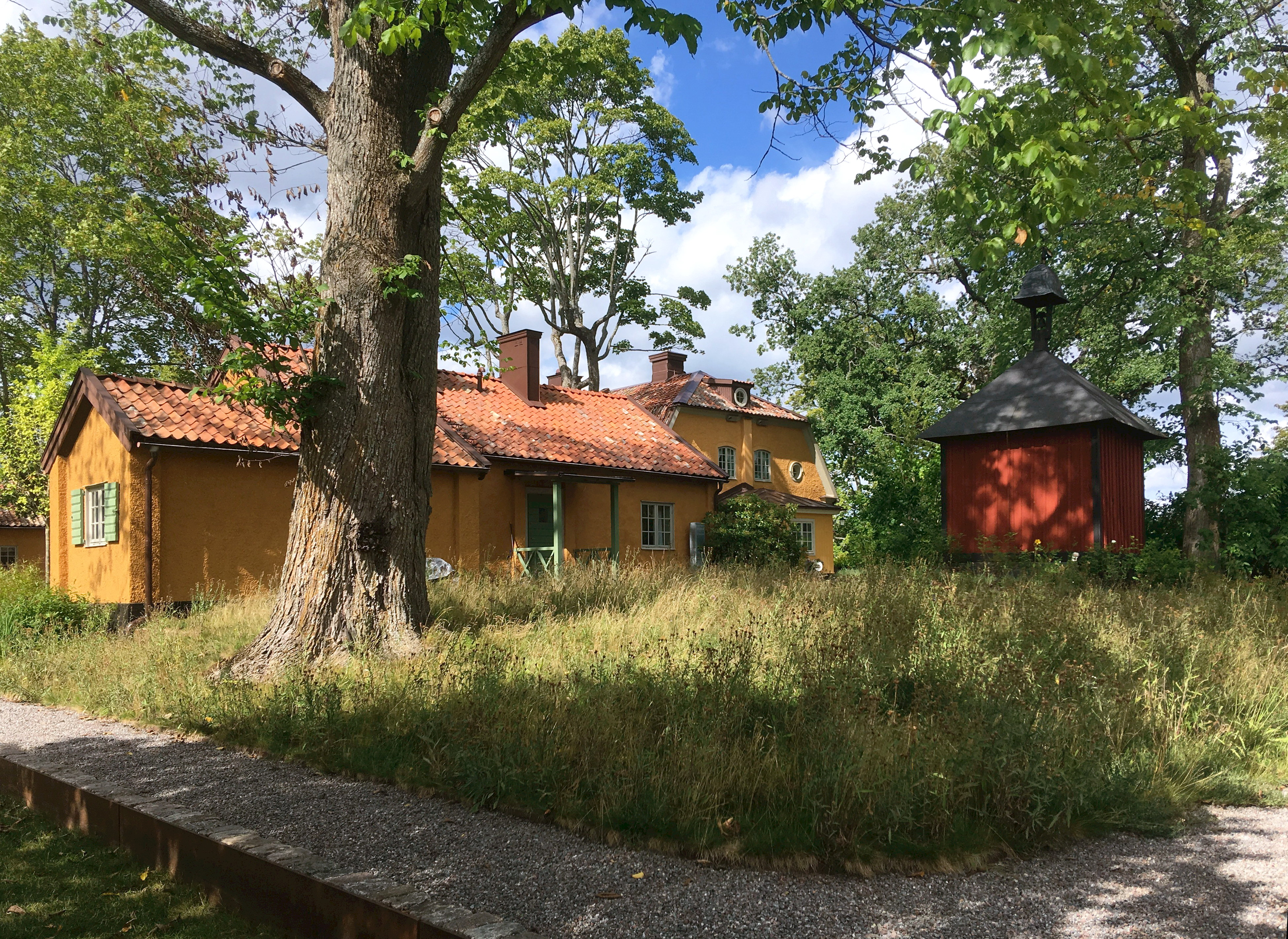
Ekholmsnäs gård, flygelbyggnad och paviljongen.
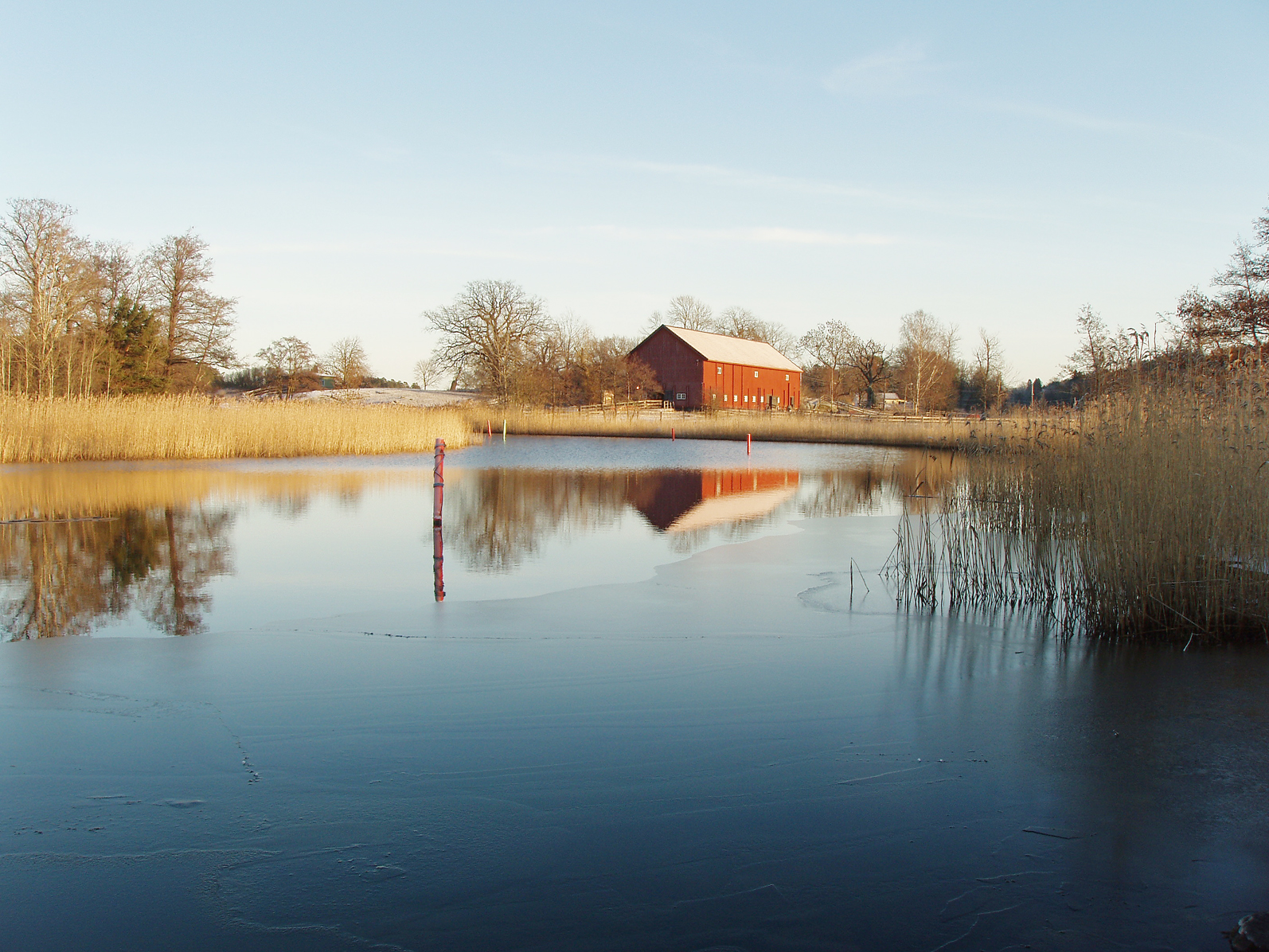
Sundet mellan Ekholmsnäs gård och Hustegaholm.
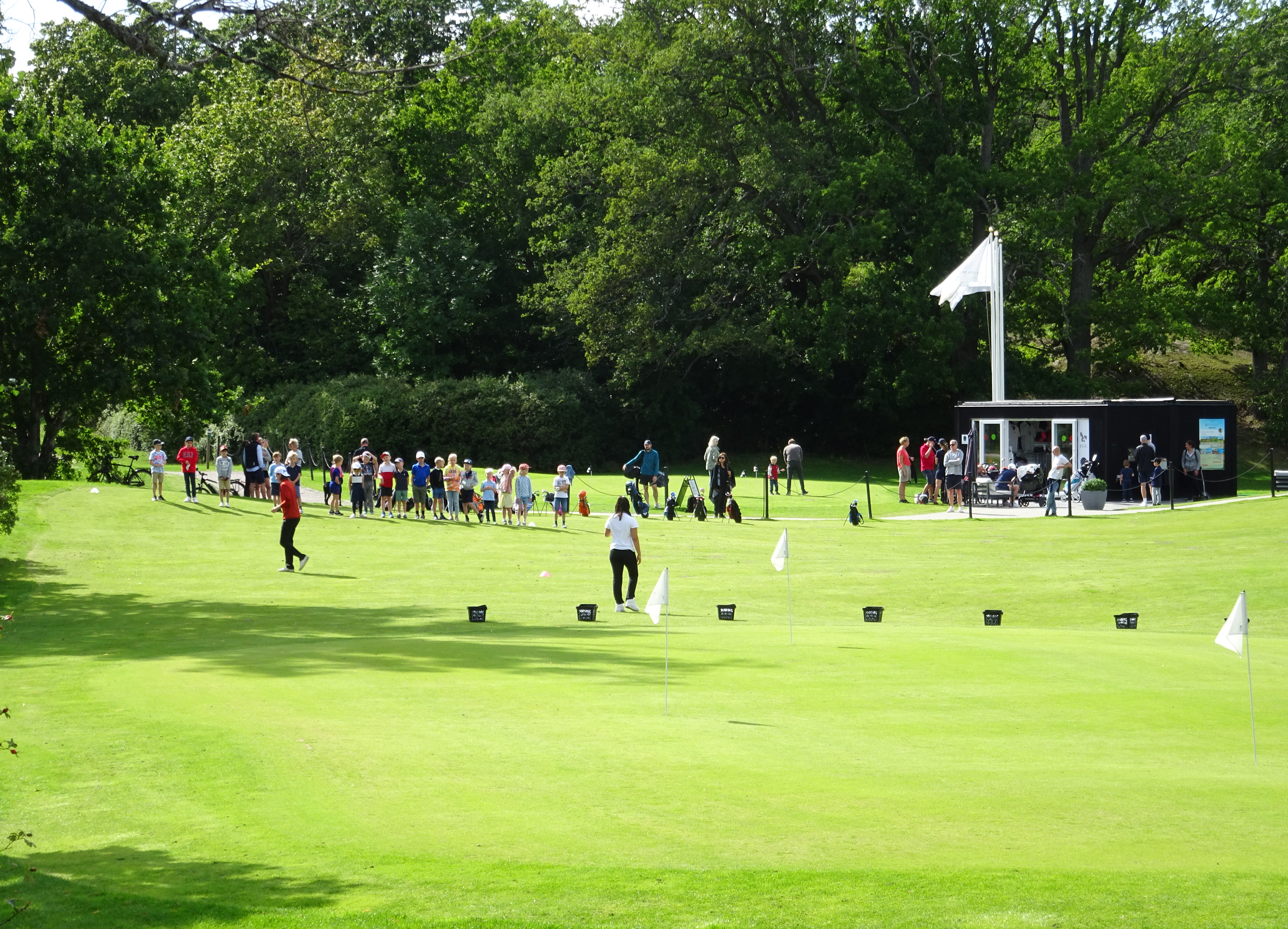
Ekholmsnäs Golf Lidingö.

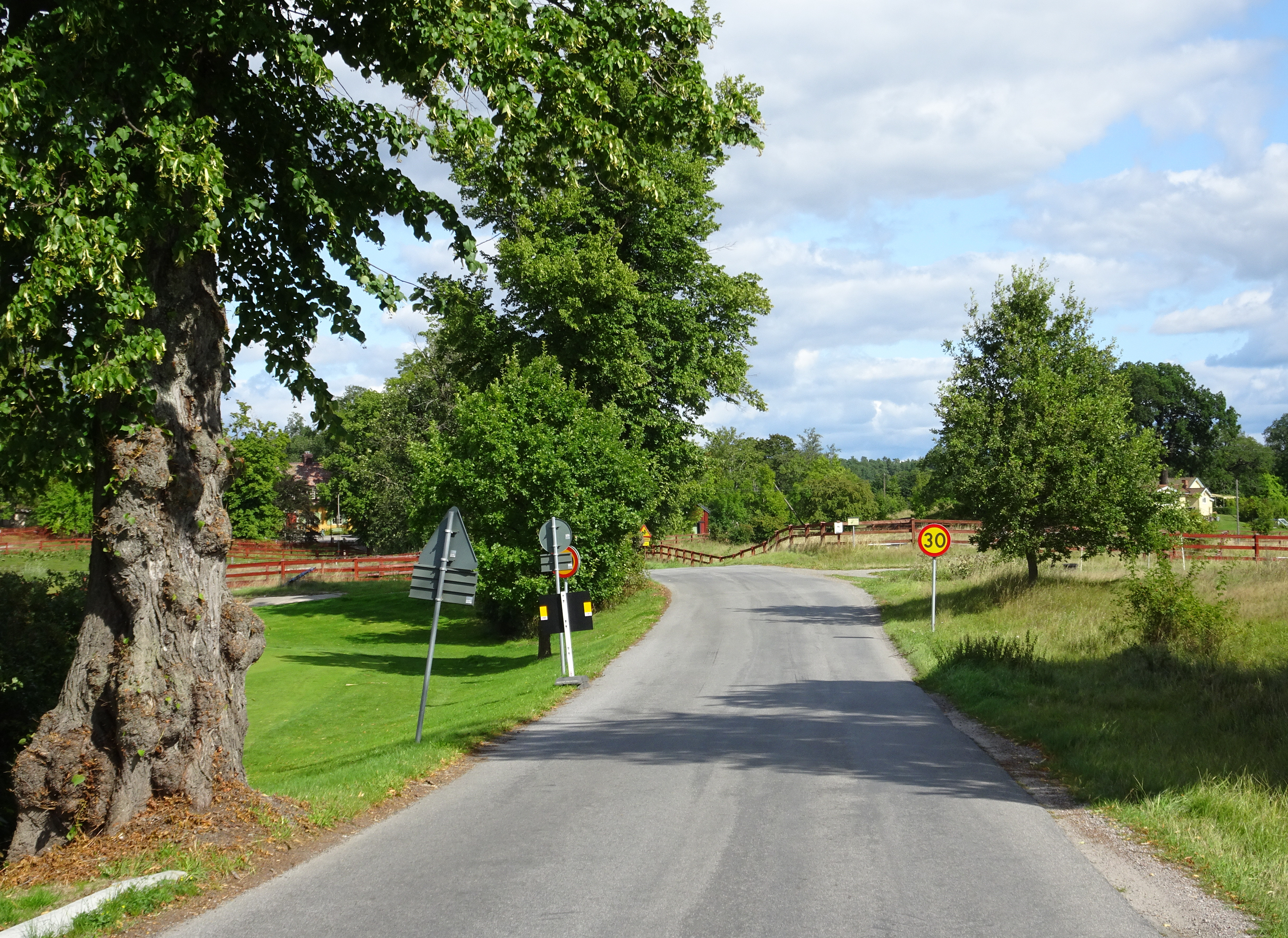
Ekholmsnäsvägen, augusti 2021.
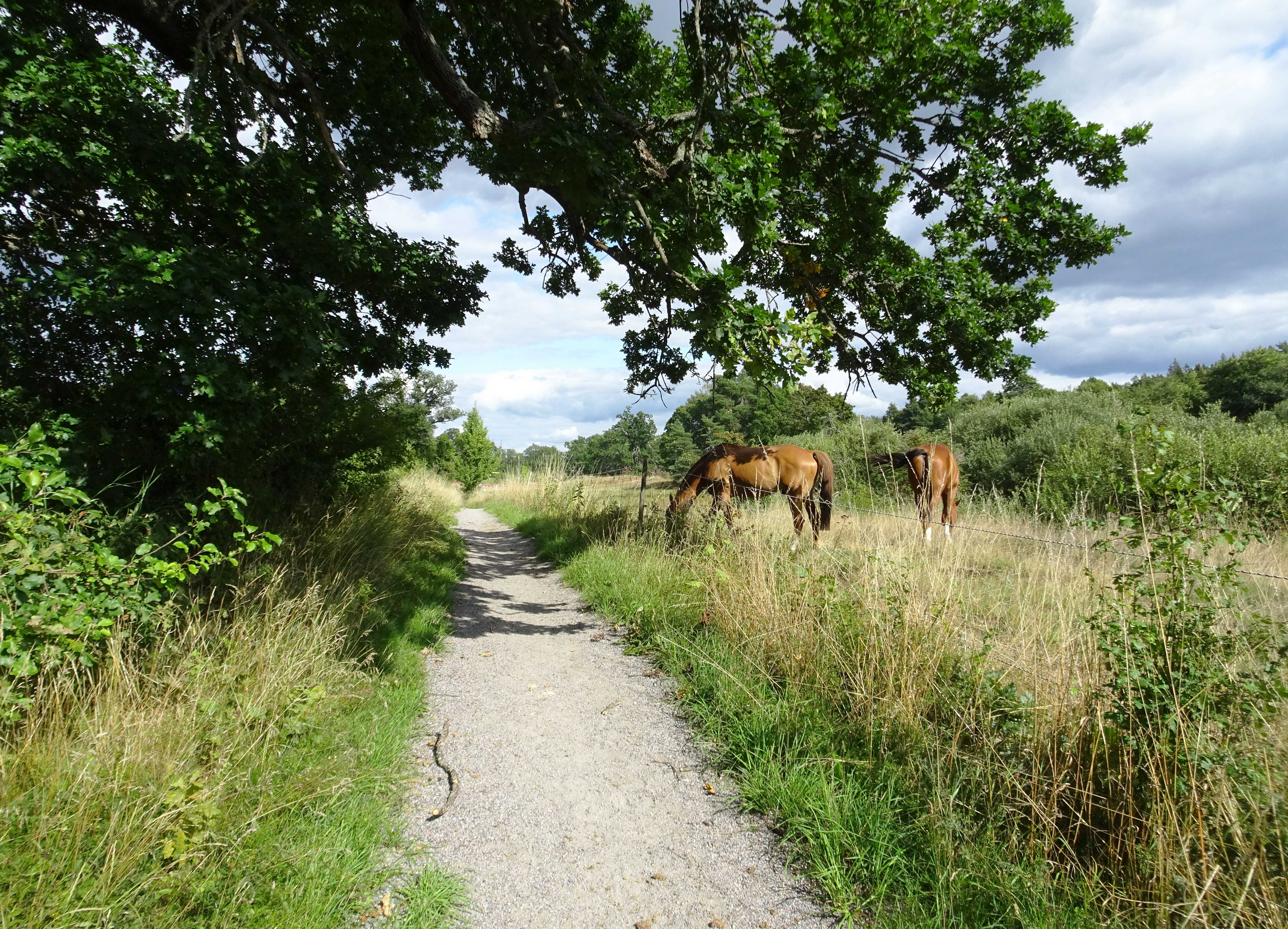
Ridstig vid Ekholmsnäsvägen.
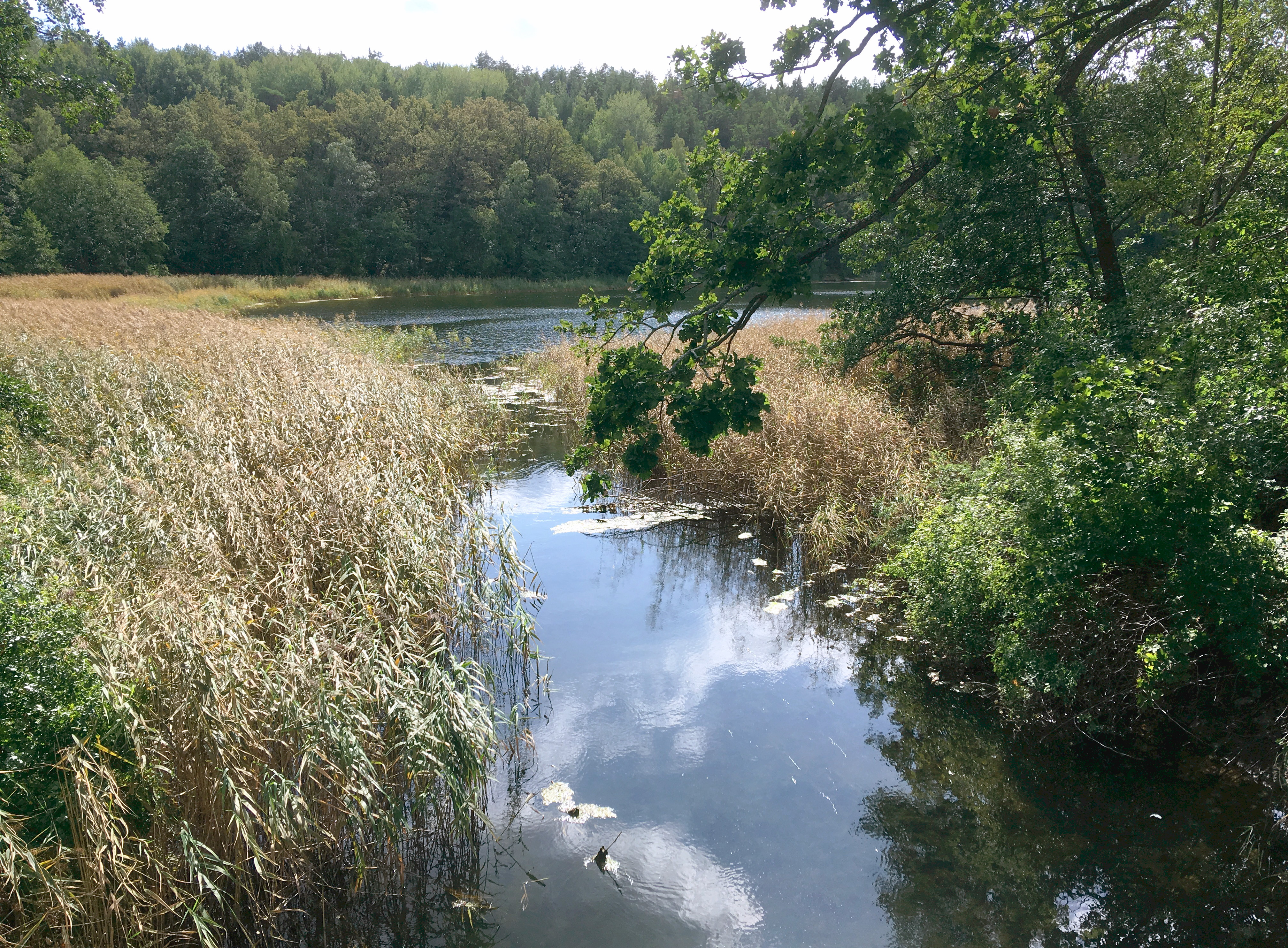
Ekholmsnässjön.
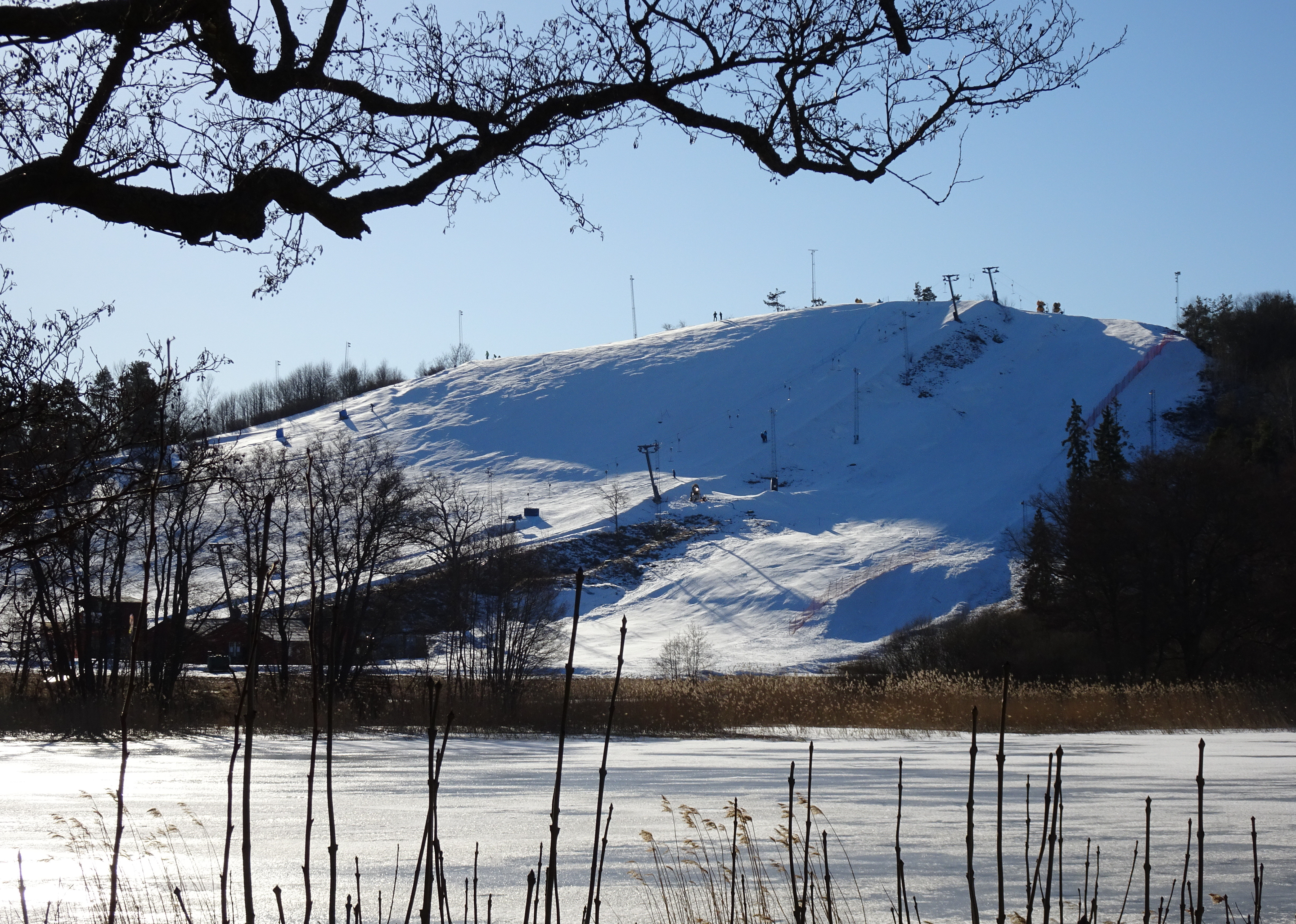
Ekholmsnäsbacken i februari 2016.